# Dirk Heinen
Dirk Heinen (Colonia, Alemania, 3 de diciembre de 1970) es un exfutbolista alemán que jugaba como portero.

## Carrera
Heinen jugó la mayor parte de sus partidos en su período de nueve años en el Bayer Leverkusen, antes de pasar al Eintracht Frankfurt en el año 2000.
En 2002, se trasladó al club turco Denizlispor que jugaba en la Turkcell Súper Liga, pero volvió a la Bundesliga después de sólo una temporada allí, esta vez se unió al VfB Stuttgart. Allí, Heinen fue el portero suplente de Timo Hildebrand. Permaneció en el club hasta la Bundesliga 2006-07, siendo parte del plantel campeón.
En julio de 2007 se anunció su retirada, pero en enero de 2008 se trasladó al Arminia Bielefeld. Se retiró definitivamente al final de la temporada 2007-08.
Después de su retiro, se fue a vivir a Irlanda con su esposa Sandra, donde trabaja como entrenador de porteros para el club Waterford United FC.

## Clubes
| Club                | País     | Temporadas |
| ------------------- | -------- | ---------- |
| Bayer Leverkusen    | Alemania | 1990-1999  |
| Eintracht Frankfurt | Alemania | 2000-2002  |
| Denizlispor         | Turquía  | 2002-2003  |
| VfB Stuttgart       | Alemania | 2003-2006  |
| Arminia Bielefeld   | Alemania | 2007-2008  |

## Títulos
| Título        | Club          | País     | Año  |
| ------------- | ------------- | -------- | ---- |
| 1. Bundesliga | VfB Stuttgart | Alemania | 2007 |